# Battleground (álbum)
| Críticas profissionais | Críticas profissionais |
| Avaliações da crítica  | Avaliações da crítica  |
| Fonte                  | Avaliação              |
| ---------------------- | ---------------------- |
| Allmusic               | [ 2 ]                  |
| 4Music                 | [ 3 ]                  |
| BBC Music              | positivo               |
| Digital Spy            | [ 5 ]                  |
| OK! Magazine           | [ 6 ]                  |
| Virgin Media           | [ 7 ]                  |

Battleground é o segundo álbum de estúdio lançado pela boyband britânica-irlandesa The Wanted em 4 de novembro de 2011 através da Island Records.

## Acontecimento
Em janeiro de 2011, o grupo começou a trabalhar em seu segundo álbum de estúdio com o compositor e produtor Steve Mac. Em fevereiro de 2011, foi revelado o grupo iria lançar o single oficial da Comic Relief para 2011. Em abril de 2011, o grupo embarcou em sua primeira turnê, tocando 16 datas em 12 diferentes cidades do Reino Unido. A turnê foi em apoio do seu álbum de estreia. A turnê seria de suporte ao álbum anterior, mas durante a turnê o grupo antecipou a canção, "Lightning" de seu novo álbum. A faixa foi co-escrita pela banda e Ed Drewett. Max George confirmou em 28 de Setembro que o álbum estava completo e no dia seguinte, Nathan Sykes confirmou o álbum seria lançado com o título Battleground. Em março de 2012, a Billboard confirmou que Battleground "está programado para chegar aos EUA neste outono" como a lançamento da banda nos EUA em segundo lugar, após o EP de estreia.

## Singles
- "Gold Forever" - Lançado em 13 de março de 2011, o primeiro single do álbum foi lançado como o single oficial da Comic Relief de 2011. A faixa estreou em # 3 no Reino Unido, # 2 na Escócia e # 13 na Irlanda. Hoje é seu terceiro single de maior sucesso, gastando um total de 8 semanas no Top 75 da Inglaterra. O vídeo oficial tem atualmente mais de 6,1 milhões de visualizações no YouTube. Também lançado como o terceiro single do álbum de estréia nos EUA, The Wanted EP.

- "Glad You Came" - Lançado em 10 de Julho de 2011, o segundo single tornou-se o segundo single # 1 no Reino Unido  e primeiro # 1 na Irlanda, onde passou 5 semanas no topo. A faixa é também o seu primeiro a ser bem sucedido em uma base internacional, chegando ao # 20 na Austrália e Nova Zelândia, # 12 na Holanda e também alcançou a posição # 2 no Canadian Hot 100. A música é também um sucesso comercial nos Estados Unidos, atingindo um máximo de # 3 na Billboard Hot 100 a partir de 29 de março de 2012. Hoje é o seu segundo single de maior sucesso no Reino Unido. Também lançado como o segundo single do álbum de estréia do grupo nos EUA, The Wanted EP.

- "Lightning" - Lançado em 16 de Outubro de 2011, o terceiro single alcançou a posição #2 no Reino Unido e da Escócia e #5 na Irlanda. Na Austrália, a canção atingiu um pico de #79. A faixa é atualmente o quinto single de maior sucesso.

- "Warzone" - Lançado em 26 de Dezembro de 2011, a faixa foi confirmada como o quarto single do álbum no início de novembro. O vídeo foi filmado em Nova York e estreou em 10 de novembro de 2011.

## Performance comercial
O álbum estreou no número quatro na Irlanda, tornando-se seu primeiro álbum top 10 no país. No Reino Unido, o álbum estreou no número cinco. Ele vendeu 47,530 cópias em sua primeira semana. Apesar de estrear em uma posição inferior ao seu álbum de estréia, as vendas foram 22,91% maiores exemplares. Desde então, tem sido de certificado de platina pela Indústria Fonográfica Britânica (BPI) para as vendas de 100.000 cópias no Reino Unido.

## Lista de faixas
| Edição standard |                         | |                                          |         |  |
| N.º             | Título                  | Compositor(es)                                                                                           | Produtor(es)                             | Duração |  |
| 1.              | "Glad You Came"         | Steve Mac, Wayne Hector, Ed Drewett                                                                      | Mac                                      | 3:18    |  |
| 2.              | "Lightning"             | Mac, Hector, Drewett                                                                                     | Mac                                      | 3:26    |  |
| 3.              | "Warzone"               | Jack McManus, Harry Sommerdahl, Max George, Nathan Sykes                                                 | Sommerdahl                               | 3:38    |  |
| 4.              | "Invincible"            | Fabian Torsson, MacManus, George, Sykes                                                                  | Torsson, MacManus                        | 3:09    |  |
| 5.              | "Last to Know"          | Heather Bright, Pär Westerlund, Joakim Olovsson, Björn Olovsson                                          | Paro, Tortuga                            | 3:34    |  |
| 6.              | "I'll Be Your Strength" | Brian Higgins, Uzoechi Emenike, Matt Gray, Owen Parker, Miranda Cooper, Jay McGuiness, Sykes, Toby Scott | Xenomania                                | 3:25    |  |
| 7.              | "Rocket"                | Diane Warren                                                                                             | Christopher "Tricky" Stewart, Mike Green | 3:15    |  |
| 8.              | "I Want It All"         | Guy Chambers, Siva Kaneswaran, Daniel Kaneswaran                                                         | Chambers                                 | 3:21    |  |
| 9.              | "The Weekend"           | Tom Parker, Sykes, Chris Young                                                                           | Young                                    | 3:08    |  |
| 10.             | "Lie To Me"             | Tom Parker, Eliot Kennedy, Nina Woodford                                                                 | Kennedy                                  | 3:44    |  |
| 11.             | "Gold Forever"          | Mac, Hector, Claude Kelly                                                                                | Mac                                      | 3:58    |  |
| Duração total:  | Duração total:          | Duração total:                                                                                           | Duração total:                           | 43:32   |  |

| Faixas da edição Deluxe |                  |                                                    |                                 |         |  |
| N.º                     | Título           | Compositor(es)                                     | Produtor(es)                    | Duração |  |
| 12.                     | "Dagger"         | Kaneswaran, Sykes, Andrew Frampton                 | Frampton                        | 3:49    |  |
| 13.                     | "Rock Your Body" | The Wanted, Young                                  | Young                           | 3:54    |  |
| 14.                     | "Turn It Off"    | McGuiness, Kaneswaran, Sommerdahl, Brittany Burton | Sommerdahl                      | 3:33    |  |
| 15.                     | "Where I Belong" | Kaneswaran, Kennedy, James Jayawardena             | Kennedy, Jayawardena, Ash Howes | 4:07    |  |

## Desempenho nas paradas
| Paradas (2011-2012)  | Posição mais alta |
| -------------------- | ----------------- |
| French Albums Chart  | 129               |
| Irish Albums Chart   | 4                 |
| Spanish Albums Chart | 56                |
| UK Albums Chart      | 5                 |

## Histórico de lançamento
| Região      | Data                   | Formato              | Selo            |
| ----------- | ---------------------- | -------------------- | --------------- |
| Irlanda     | 4 de novembro de 2011  | CD, download digital | Island Records  |
| Hong Kong   | 7 de novembro de 2011  | CD, download digital | Island Records  |
| Reino Unido | 7 de novembro de 2011  | CD, download digital | Island Records  |
| Brasil      | 22 de novembro de 2011 | CD, download digital | Universal Music |